# 570年代
| 千纪： | 1千纪                                                                                  |
| 世纪： | 5世纪 \| 6世纪 \| 7世纪                                                                |
| 年代： | 540年代 \| 550年代 \| 560年代 \| 570年代 \| 580年代 \| 590年代 \| 600年代              |
| 年份： | 570年 \| 571年 \| 572年 \| 573年 \| 574年 \| 575年 \| 576年 \| 577年 \| 578年 \| 579年 |

## 大事记

### 波斯
- 萨珊王朝首都泰西封是當時世界最大的城市，當時它比東羅馬帝國首都君士坦丁堡還要大。.

## 出生
- 拉克略（约575年－641年），拜占庭皇帝。
- 伊斯兰教先知穆罕默德生于麦加[1]